# District de Chaonan
Le district de Chaonan (潮南区 ; pinyin : Cháonán Qū) est une subdivision administrative de la province du Guangdong, en Chine. Il est placé sous la juridiction de la ville-préfecture de Shantou.